# Aktivator (Kieferorthopädie)
Der Aktivator ist in der Kieferorthopädie eine herausnehmbare Zahnspange für Ober- und Unterkiefer in einem Stück. Er besteht aus Plastik und einigen Drahtelementen, zumeist einem oberen und unteren Labialbogen. Bei Bedarf können weitere Drahtelemente gegen Zahnfehlstellungen, eine Nachstellschraube oder Lippenschilde hinzukommen, während Halteklammern unüblich sind.
Er ist das älteste und bekannteste Behandlungsmittel der Funktionskieferorthopädie (FKO). Anders als sogenannte aktive oder orthodontische Zahnspangen nutzt er als Kraftquelle ausschließlich Mundmuskelkräfte.
Aktivatoren dienen zur Behandlung von Bissanomalien in der Wachstumsphase, in erster Linie Unterkiefer-Rücklagen mit oder ohne Tiefbiss.

## Geschichte und Varianten
In den 1930er-Jahren entdeckten Viggo Andresen und Karl Häupl in Oslo den Einfluss der Mundmuskulatur auf die Entstehung und Heilung von Fehlstellungen. Daraus entwickelten sie die Funktionskieferorthopädie und den Aktivator als ihr grundlegendes Behandlungsmittel, um abwegige Kieferentwicklung durch Beeinflussung des Kieferwachstums zu normalisieren.
Funktionskieferorthopädie ist, anders als Orthodontie, ein im Deutschen geprägter Begriff. Diese schmerzlose neue Heilmethode verbreitete sich besonders in Europa zügig. Kieferorthopädie von Kindern basierte hier jahrzehntelang auf aktiven Platten und Aktivatoren, weil sich beide ergänzen: Platten für 2-dimensionale Korrekturen der Zahnbögen in ihrer Ebene, und FKO-Geräte, um die entsprechende Kieferlage zur Normalverzahnung zu erzielen und um Zähne in die Kauebene wachsen zu lassen, was eine Korrektur in der vertikalen 3. Dimension bedeutet. Mit aktiven Platten wurde bei Bedarf Platz gewonnen, die Zähne geordnet und Zahnbogenkongruenz hergestellt. Dann wurde, soweit nötig, mit Aktivatoren die Bisslage eingerichtet und bei Bedarf ein Tiefbiss gehoben. Wenn der Zahnwechsel schon abgeschlossen war, konnte diese Phase 2 Jahre dauern.
Frühbehandlungen wurden bei starkem Distalbiss oder schwierigeren Fehlstellungen bevorzugt, wie bei offenem Biss oder Progenie, und laufen wegen des stärkeren Wachstums zügiger ab.
Aktivatoren waren mit den damaligen Herstellungstechniken dickwandig und voluminös und hinderten sehr beim Sprechen. Daher wurden verschiedene grazilere Zahnspangen daraus entwickelt, wie z. B. folgende:
- Wilhelm Balters beschrieb das Syndrom „Mundatmergebiss“ und entwickelte den Bionator für längere Tragbarkeit tagsüber, indem er den Plastikkörper reduzierte und die Drahtelemente änderte: ein Lippenbügel, der die Lippen führen soll und seitliche Schlaufen hat, die den Wangendruck abhalten sollen, und ein gaumenwärts gerichteter Zungenbügel zur Orientierung der Zunge. So ausgestattet, soll der Bionator nicht nur die Mundraumfunktionen normalisieren, sondern auch die Nasenatmung stärken und die Körperhaltung verbessern.
- Der U-Bügel-Aktivator nach Karwetzky besteht aus je einem plattenartigen Oberkiefer- und Unterkiefer-Teil, die hinten von zwei U-förmigen Elementen aus dickem Draht zusammengehalten werden. Diese U-Bügel lassen sich nachbiegen, um das Unterteil gegen das Oberteil zu verschieben. So lassen sich auch starke Rücklagen mit nur einem Gerät behandeln, und mit modifizierten Bügeln kann stattdessen auch ein Rückschub oder eine Schwenkung des Unterkiefers eingestellt werden.
- Der Teuscher-Aktivator nach Ullrich Teuscher ist eine Variante, die den Aktivator mit einem Headgear kombiniert, um die negativen Therapieeinflüsse des Aktivators zu beheben und profilästhetisch bessere Resultate zu erzielen.[1] Aktivator-Headgear Kombination nach Teuscher

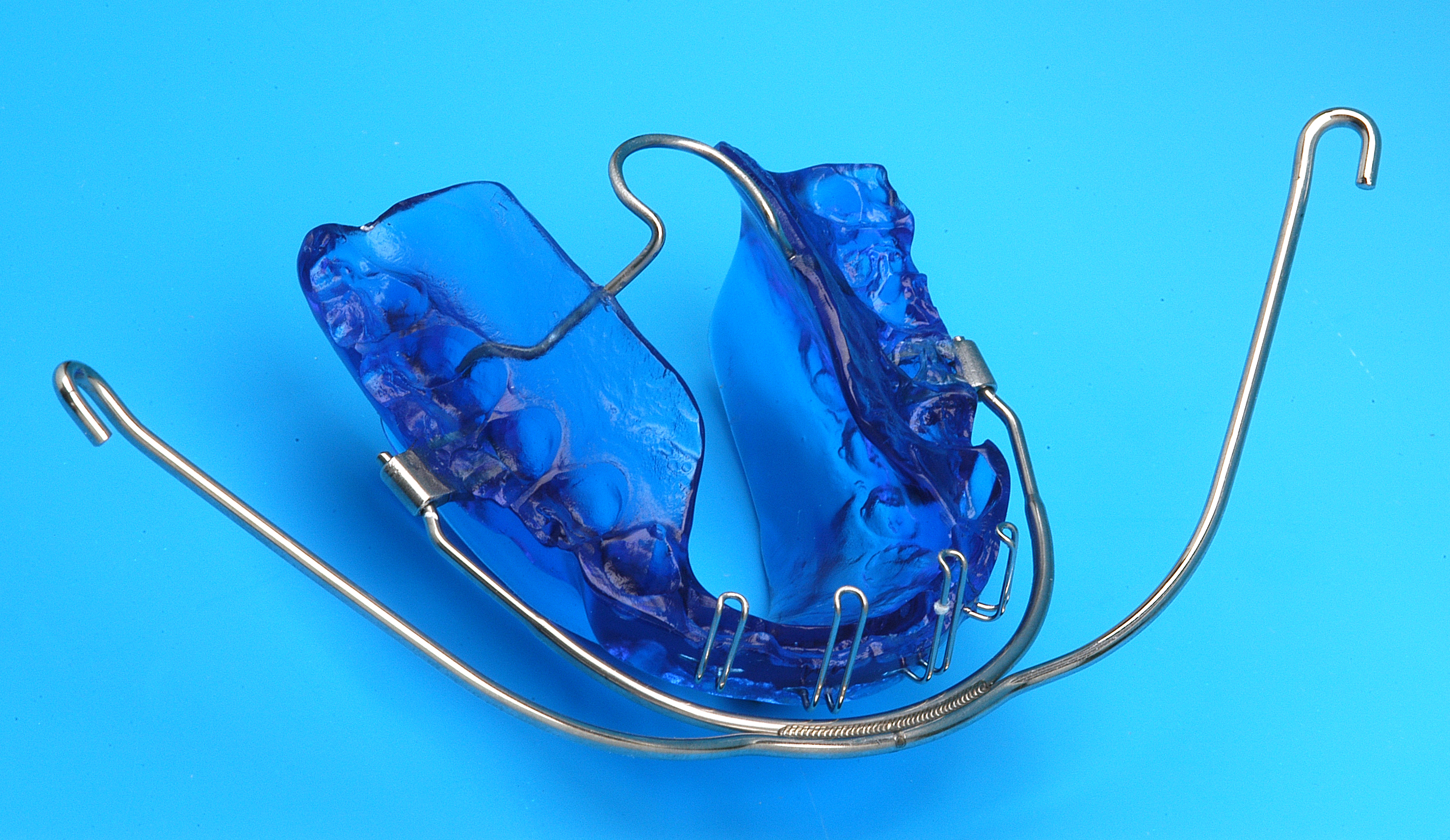
Aktivator-Headgear Kombination nach Teuscher

- Besonders grazil sind die federnden Gebissformer nach Bimler. Ihr skelettierter Unterkiefer-Teil ist ebenfalls durch Biegen nachstellbar, und der Oberkiefer-Teil kann auf Expansion (Kieferdehnung) ausgelegt werden. Bimler entdeckte, dass schon nächtliches Tragen der Gebissformer eine ausreichende Wirkung erzielt, und schrieb diese Wirkungssteigerung der Elastizität zu. Dies wird von anderen elastischen Zahnspangen bestätigt, die mit heutigen Materialien leichter herzustellen sind, wie z. B. konfektionierte Schienenaktivatoren.
- Der neuere Maxillator nach Hangl ist ein Hybrid (Mischform) aus dem federnden Bimler-Oberteil und dem stabilen Unterteil des U-Bügel-Aktivators samt Bügeln.
- Allerdings lassen sich auch Aktivatoren heute dünnwandig und grazil bauen, wobei sie nach wie vor meist aus Acrylglas (PMMA) bestehen. Solche kleinen Aktivatoren fallen im Mund wenig auf, stören kaum beim Sprechen und lassen das Gaumendach und auch den Vordergaumen frei, an dem die Zunge anliegen soll.

Der Unterschied zwischen Aktivator und Bionator wurde fließend, und es gibt Mischformen.
Das Anwendungsspektrum der Funktionskieferorthopädie wird v. a. durch die separat entwickelten Funktionsregler ergänzt.

## Konstruktion und Wirkungsweise
Der Aktivator ist eine Orthese: er gibt abwegig wachsenden Knochen und Gelenken (des Kiefers) eine überkorrigierte Haltung vor, um sie im Wortsinn von „Orthopädie“ wieder „richtig zu führen“.
Zur Anfertigung eines Aktivators wird diese korrekturwirksame Kieferhaltung als sogenannter Konstruktionsbiss in einen Wachsstrang eingeprägt, zusätzlich zu Gipsmodellen der Kiefer.
In dieser Haltung werden am Aktivator die Kauflächen in Plastik abgeformt, was seinem Träger trotz Kieferverschiebung ein Gefühl des Zusammenbeißens vermittelt. Während die eigentliche Aktivator-Wirkung schmerzlos ist, kann der Teil, der der Schleimhaut innerhalb der Kiefer anliegt, Druckstellen verursachen. Diese Zonen wären dann auszuschleifen.
Für das Ausmaß des so grundlegenden Konstruktionsbisses gibt die Literatur keine einheitliche Empfehlung. Gegen Unterkiefer-Rücklage findet man Angaben wie „Kopfbiss anstreben“, „zwei Drittel der maximalen Vorschubstrecke“ oder „nicht mehr als 4 bis 5 mm, bei mehr Korrekturbedarf Folge-Exemplar einplanen“. Im Vorschub verstellbare FKO-Geräte wie obige vermeiden diese Unklarheit.
Ein weiterer Konstruktionsbiss-Parameter ist die Bissöffnung. Hier wird empfohlen, den Biss bei Patienten mit eher vertikaler Schädelentwicklung stärker zu öffnen als bei eher horizontal wachsenden, aber ihren (horizontalen) Vorschub dafür geringer zu wählen. Starke Bissöffnung und starker Vorschub zugleich würden den Aktivator auch zu unbequem machen.
Der Kauflächenteil des Aktivators ist dort gezielt auszuschleifen, wo Zähne in eine gesunde Verzahnung hineinwachsen sollen. Bei einem tiefen Biss sind oft die unteren Prämolaren zu tief, während bei einem offenen Biss die Schneidezähne aufeinander zu wachsen sollen.
Bei gut verzahnten Unterkiefer-Rücklagen ist der Oberkiefer oft zu schmal für die normale Unterkieferlage. Denn die Unterkieferlage bedingt die Zungenlage und die Zunge die Oberkieferentwicklung. In alter Literatur werden Unter- und Oberkiefer bisweilen mit einem Fuß im Pantoffel verglichen. Zwar normalisieren Aktivatoren auch die Zungenlage, aber zur gezielteren Behandlung wurden hierfür Aktivatorenschrauben entwickelt, die nur den Oberkieferteil eines dreigeteilten Aktivators spreizen. Neuere mehrgliedrige FKO-Geräte, die graziler sind, ermöglichen dies aber auch.
Man findet in der Literatur auch unterschiedliche Angaben, ob der Aktivator auf dem unteren Zahnbogen einrasten oder locker im Mund liegen soll. Durch die Bauchigkeit der unteren Mahlzähne rastet er ein, wenn man sie nicht freischleift. Weiterhin gibt es uneinheitliche Beobachtungen, ob Aktivatoren die unteren Schneidezähne vor kippen oder nicht. Dies kann mit dem Nicht-Einrasten oder Einrasten zusammenhängen: ob der Unterkiefer im Schlaf zurückfallen kann und diese Zähne dabei ungewollt gegen den Aktivatorrand drücken, oder nicht.
Ein regelmäßig getragener Aktivator orientiert die Kaumuskulatur schon nach kurzer Zeit so um, dass der Unterkiefer von selbst weiter vorn gehalten wird. Dieser Trainingseffekt wird auch Sonntagsbiss genannt und verliert sich bei Absetzen des Aktivators wieder. Durch ihn reicht eine tägliche Tragezeit von 12 bis 15/24 Stunden meist aus, weil auch in den übrigen Stunden eine Restwirkung auf die Kiefergelenke besteht. Nach etwa 6 Monaten beginnt sich die angestrebte Kieferkorrektur dann auch im Hartgewebe zu manifestieren.
Erfolg durch zusätzliche gezielte Physiotherapie bei der schwierigeren Progenie-Behandlung mit modifizierten Aktivatoren beschreibt Satravaha 1993.